# Ковалевский, Павел Иванович
Па́вел Ива́нович Ковале́вский (1849 или 1850, Екатеринославская губерния, Российская империя — 17 октября 1931, Льеж, Бельгия) — русский консервативный публицист, теоретик и популяризатор русского национализма, общественный деятель, психиатр,  профессор и декан медицинского факультета Императорского Харьковского университета, профессор и ректор Императорского Варшавского университета, профессор Императорского Казанского университета и Императорского Санкт-Петербургского университета.

## Биография
Родился в 1849 (или 1850) году в местечке Петропавловка (Павлоградский уезд, Екатеринославской губернии) в семье священника . Окончил духовное училище, а затем — Екатеринославскую семинарию. Тем не менее профессиональный выбор им был сделан в пользу естествознания. В 1869 году П. И. Ковалевский поступил на медицинский факультет Харьковского университета. Со второго курса занимается исследованиями в лаборатории кафедры общей патологии, руководимой И. Н. Оболенским. Уже там он выбрал в качестве специализации проблему психических заболеваний. После окончания университета в 1874 году его оставили на факультете для подготовки докторской диссертации по психиатрии, которую он защитил в 1877 году на тему: «Об изменении чувствительности кожи у меланхоликов». Научные исследования с 1879 года совмещал с практической работой сверхштатного ординатора отделения душевнобольных Харьковской земской больницы (т. н. «Сабуровой дачи»). После защиты докторской диссертации назначен доцентом Харьковского университета, в котором он основал и возглавил кафедру психиатрии и психологии, а затем, в 1884 году на этой же кафедре получил звание экстраординарного профессора, в 1888 году — ординарного профессора.
В 1889 году назначен деканом медицинского факультета Харьковского университета, а затем, в  — ректором Варшавского университета (1892—1897); с 28 декабря 1890 года — действительный статский советник. В 1896 году тяжело заболел и в 1897 году был вынужден отказаться от руководства университетом по состоянию здоровья. Впоследствии с 1903 по 1906 год, он заведовал кафедрой психиатрии Казанского университета, затем читал курс судебной психопатологии на юридическом факультете Императорского Санкт-Петербургского университета и работал старшим врачом психиатрического отделения Николаевского военного госпиталя в Петербурге — самого передового медицинского учреждения того времени. Одновременно с этим Павел Иванович занимался переводами трудов зарубежные психиатров: Филиппа Пинеля, Теодора Мейнерта, Карла Вернике и других.
Революцию 1917 года Ковалевский воспринял как национальную катастрофу. Революционные события застали профессора в момент его работы в Петроградском университете, где он читал курс судебной психологии на юридическом факультете. После победы большевизма Ковалевский был мобилизован в Красную армию в качестве главного врача военного-медицинского отряда и, видимо, принимал участие в Гражданской войне. После окончания Гражданской войны вплоть до 1924 года работал старшим врачом психиатрического и нервного отделения Николаевского госпиталя в Петрограде и даже консультировал тяжело больного В. И. Ленина, первым определив у него прогрессирующий паралич.
Получил разрешение на выезд за границу (декабрь 1924). В эмиграции в Бельгии (с 1925) продолжил заниматься научной и публицистической деятельностью.  Скончался 17 октября 1931 года в г. Льеже.
П. И. Ковалевский написал свыше 300 книг, брошюр, журнальных статей по различным вопросам психиатрии, невропатологии. В их числе следующие книги: «Руководство к правильному уходу за душевными больными», «Судебная психиатрия», «Судебно-психиатрические анализы» (три издания), «Душевные болезни для врачей и юристов», «Психология пола», «Гигиена и лечение душевных и нервных болезней», «Основы механизма душевной деятельности», «Учебник психиатрии для студентов» (четыре издания), «Сифилис мозга и его лечение», «Пуэрперальные психозы», «Мигрень и её лечение». П. И. Ковалевский издал первое отечественное руководство по психиатрии.
В широких кругах русской интеллигенции довольно высоким был авторитет П. И. Ковалевского и как историка. Такие его работы, как «Народы Кавказа», «Завоевание Кавказа Россией», «История Малороссии», «История России с национальной точки зрения» пользовались большим интересом, выдержали несколько изданий в России (в советское время они были запрещены цензурой и никогда не издавались).
Редактировал ряд медицинских журналов («Журнал медицины и гигиены», «Русский медицинский вестник» и др.). На протяжении 15 лет был соредактором европейского психиатрического журнала «Centrlblatt für Nervenheilkunde».
П. И. Ковалевский одним из первых стал применять исторический анализ для составления психологического портрета выдающихся личностей. Заслуженную славу ему принесли «Психиатрические эскизы из истории» (иногда эта книга выходит под названием «Психиатрические этюды из истории»). В советское время эта книга также была запрещена к изданию, так как она противоречила марксистскому положению о роли личности в истории и концепции социально-экономического детерминизма.
Эта книга, сочетавшая научность и популяризаторский стиль, на конкретных примерах из жизни Иоанна Грозного, Петра III, пророка Мухамеда, Жанны Д’Арк, Павла I, персидского царя Камбиза, Людвига II Баварского, Эмануэля Сведенборга и других раскрывает динамику различных психических явлений, показывает роль среды и наследственности в формировании личности.
Учениками П. И. Ковалевского были: Э. И. Андрузский, З. В. Гутников, М. Н. Попов (профессор в Томске), Н. И. Мухин (профессор в Варшаве, Харькове), Д. Б. Франк (профессор в Днепропетровске), И. Я. Платонов, Я. Я. Трутовский, Н. В. Краинский (профессор в Варшаве, Белграде, Харькове), А. И. Ющенко (профессор в Варшаве, Виннице, Петербурге, Юрьеве, Воронеже, Ростове-на-Дону, Харькове, в последующем академик АН УССР), А. А. Говсеев и многие другие.
П. И. Ковалевский являлся старшиной Русского национального клуба, членом Совета Всероссийского национального союза и членом Русского собрания.